# Tubería romana

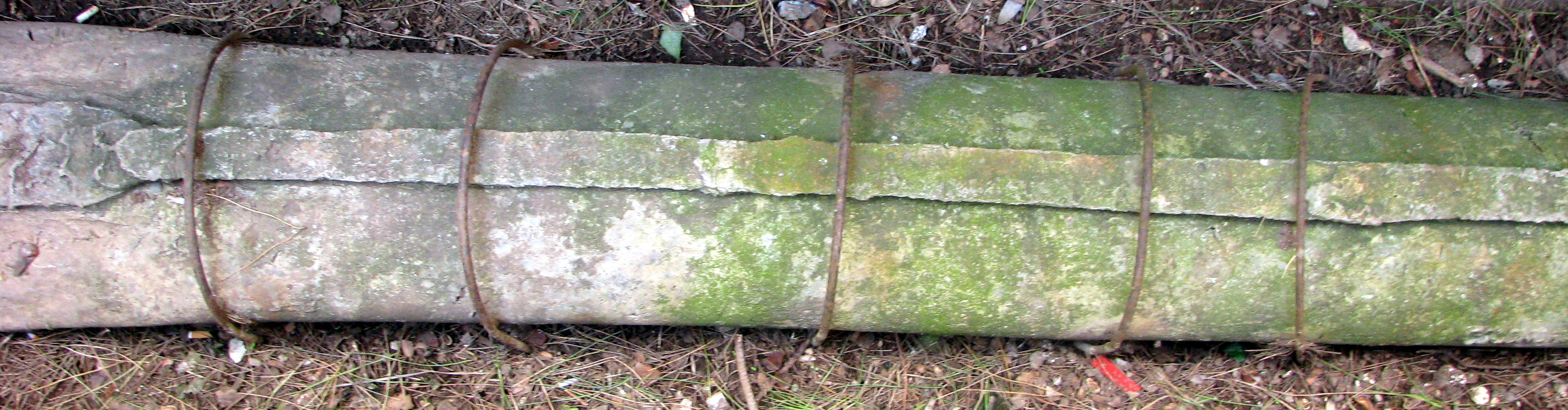
Tubería encontrada en Ostia.

La tubería de agua (en latín: fistula aquaria) era el conducto utilizado en la red de abastecimiento de agua potable en las ciudades en la época romana. Generalmente era de plomo y mayormente si no iban con presión de madera, tal y como se han encontrado en ambientes anaeróbicos y raramente de terracota.
Solía llevar agua de los embalses, que o eran cisternas o llegadas de los acueductos hasta los edificios públicos, tales como termas, fuentes, y a veces a las casas de personas ricas o construcciones militares, como la fortaleza legionaria romana de Chester (Britania) de mitad del siglo III.

## Fabricación

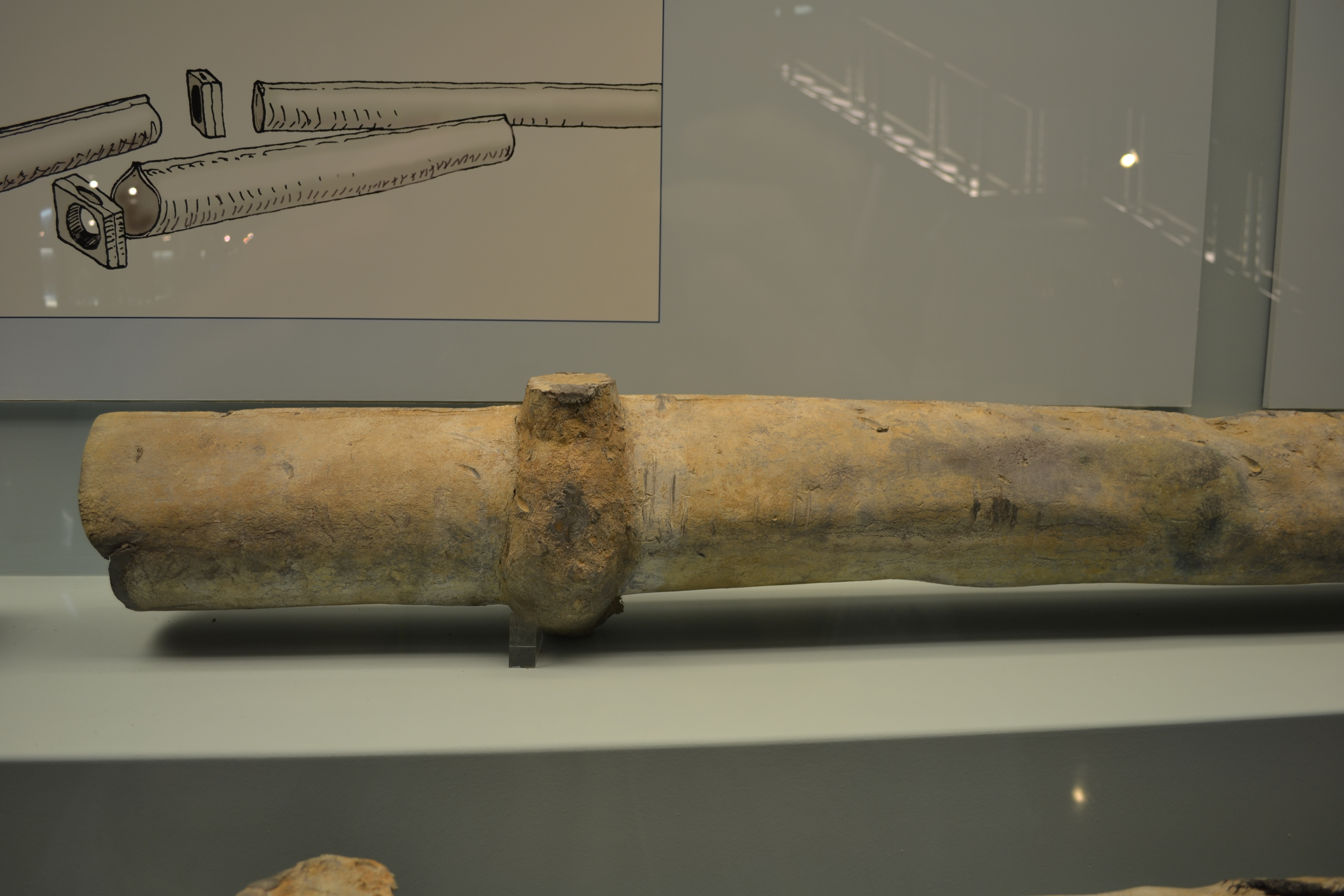
Tubería romana de plomo para la conducción de agua a una fuente del foro de Caesaraugusta. Museo del Foro de Caesaraugusta.

El plomo, un abundante subproducto del antiguo proceso de la fundición de plata, se produjo en el Imperio romano con una producción máxima estimada de 80.000 toneladas métricas por año, una escala verdaderamente industrial. El metal se utilizaba junto con otros materiales en la vasta red de abastecimiento de agua de los romanos para la fabricación de tuberías de agua, en particular para la fontanería urbana. Vitruvio y Frontino cuentan el método de fabricación de las tuberías de plomo. El plomo se vertía en láminas de una longitud uniforme de 3 m, formando placas rectangulares enrollada de forma ovoide, que eran dobladas para formar un cilindro y se soldaban en la unión con un cordón de soldadura longitudinal. Las tuberías de plomo podían variar en tamaño desde aproximadamente 1,3 cm  hasta 57 cm de diámetro. En una tubería principal solía ser de 30 cm , dependiendo de la tasa requerida de flujo de agua. Podían alcanzar hasta tres metros de longitud (10 pies según Vitrubio Las tuberías terminales eran más finas y medían menos de 10 cm de diámetro.
El plomo necesario se extraía en gran cantidad como subproducto de las minas de galena, sobre todo en la Bética y en  Britania.

## Interés epigráfico

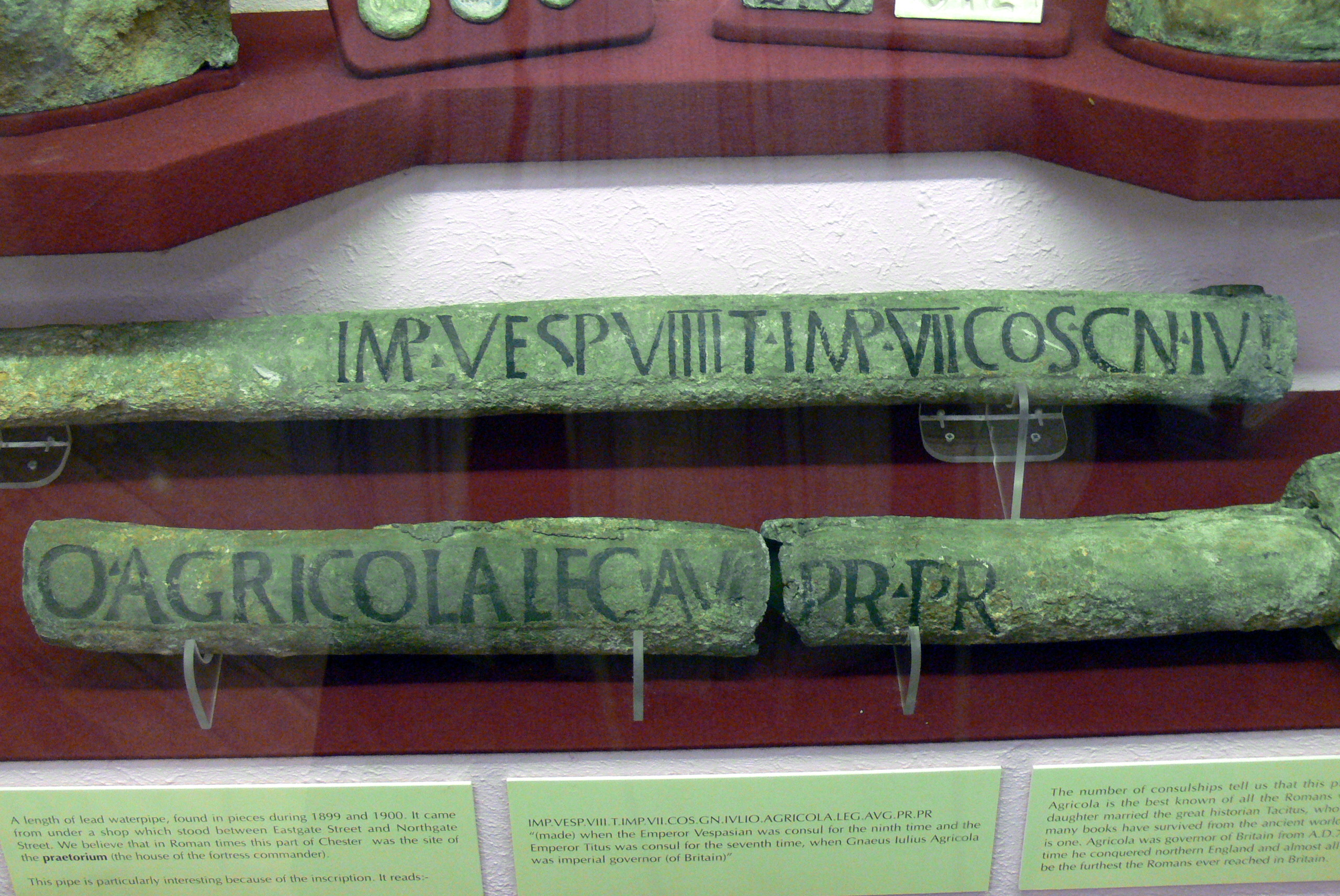
Inscripción en una tubería de plomo.

La importancia de las fístulas es la presencia en ellas de un sello o una inscripción con un nombre o un patronímico, que proporciona información básica sobre su fabricante y propietario, a menudo el propio emperador reinante como la autoridad suprema.
Según algunos estudiosos es el nombre del comprador, según otros, el nombre del fabricante o el fabricante de las tuberías del edificio.  
En muchos casos sirve para identificar el número de miembros de las villas romanas, como la Villa de los Quintili en la Vía Apia, cuyas fístulas llevan el nombre de los hermanos Quintilii sobreimpreso.

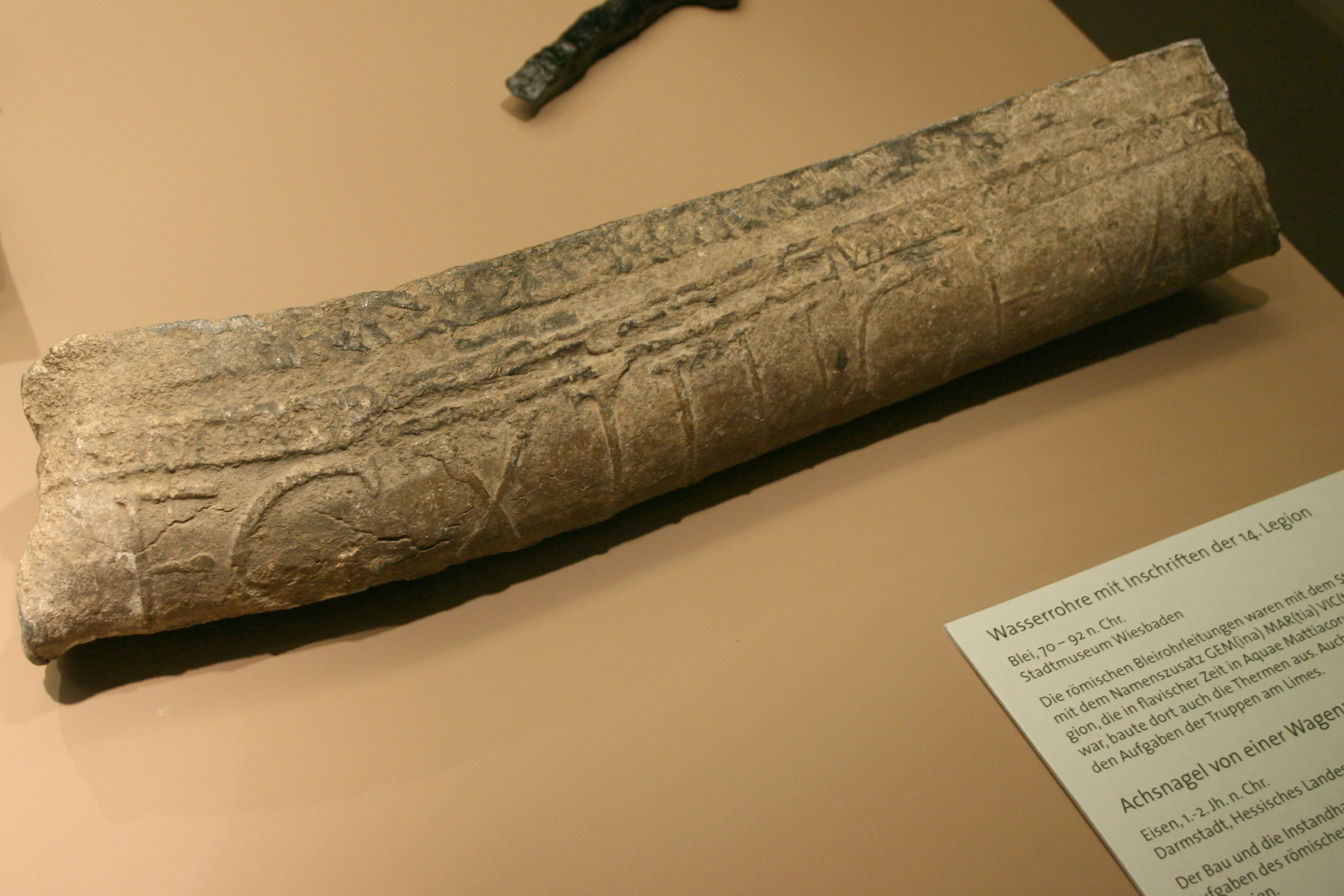
Sello de la Legio XIV Gemina.

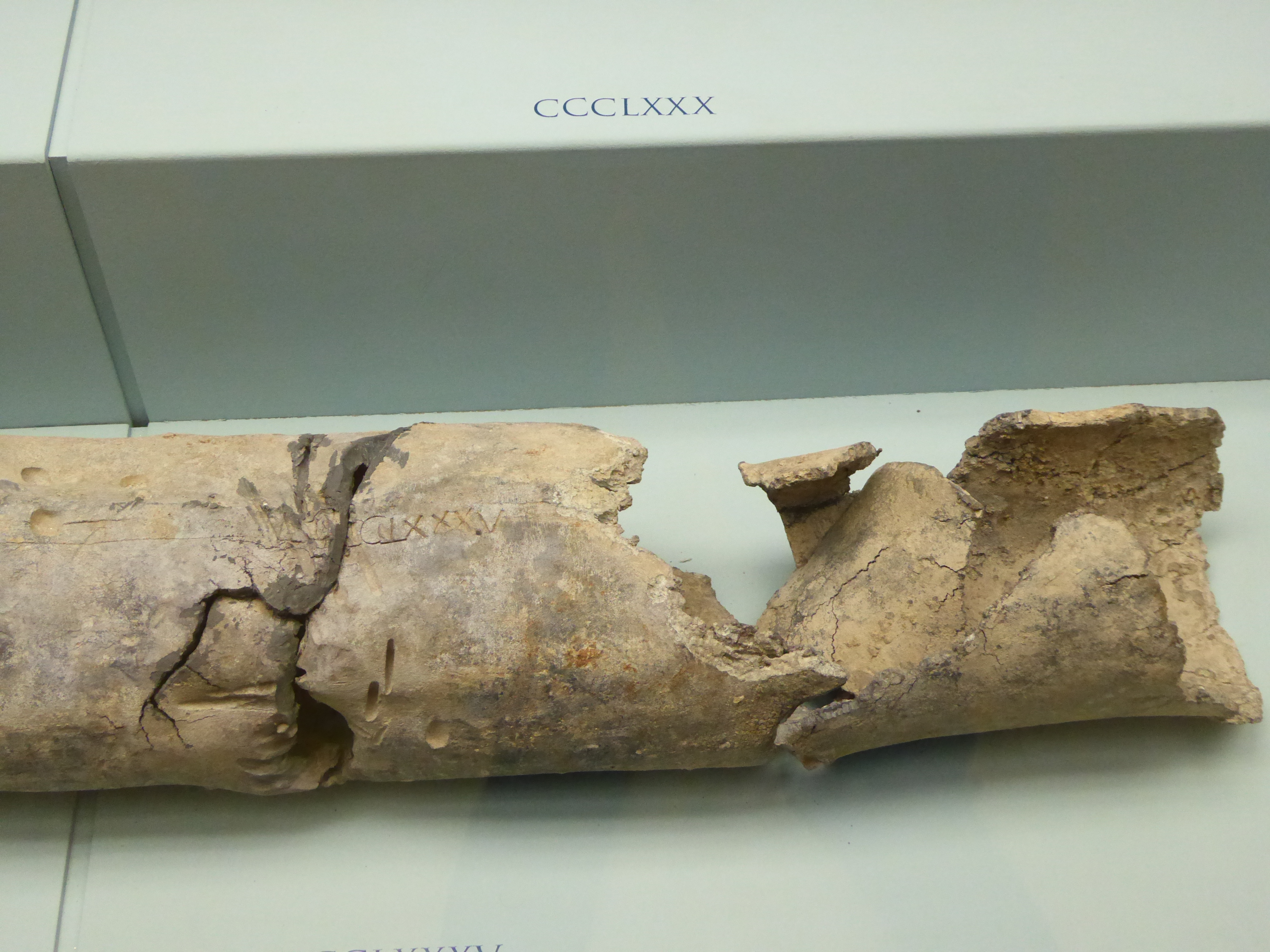
Sello del fabricante de una tubería de plomo del foro romano de Caesaraugusta.

Las inscripciones se hacían con plomo fundido sobre la superficie de la fístula, dejando impresa la marca del fabricante con las letras en relieve. Sexto Julio Frontino  administrador principal del abastecimiento de agua de Roma cita la obligación de que figuraran en las tuberías de plomo la cifra de su capacidad cada 50 pies. Los hallazgos arqueológicos permiten constatar que esta prescripción rara vez se aplicaba. Por el contrario, muchas inscripciones aparentemente no obligatorias se han encontrado, sobre todo en Roma y Ostia, dos sitios con abundantes descubrimientos de tuberías. La información dada por las inscripciones pueden ser las siguientes:
- indicación del fabricante de la fístula, ya sea con su nombre en nominativo seguido del verbo FECIT o FE (fulano de tal hizo esta tubería), ya sea con las palabras EX OFFICINA seguidas por el nombre en genitivo (de la fábrica de mengano);
- indicación de los destinatarios del agua o del emperador, considerados como beneficiarios del agua pública, en genitivo;
- nombre en genitivo del donante de la obra, (sobrentendido EX INDULGENTIA, por la generosidad de), para los actos de evergetismo;
- el nombre del administrador encargado de la distribución, o la datación mediante el nombre de los cónsules epónimos.

La indicación del beneficiario en la acometida que comunicaba edificios, tales como domus privada o establecimientos termales han permitido identificar a numerosos propietarios. En su mayoría, eran miembros de la aristocracia senatorial o ecuestre, o de libertos imperiales, todos bastante cercanos al emperador para obtener el beneficio del agua pública.  Por ejemplo en Roma la ya citada Villa dei Quintili, abastecidad por tuberías de plomo que llevan los nombres de dos hermanos, Sexto Quintilio Condiano y Sexto Quintilio Valerio Máximo, cónsules en el año 15O.
Otro ejemplo encontrado en Ostia en una fístula de 192 cm de largo y 8,5 cm de diámetro externo:

COLONIA OSTIENSIS C(aio) POPPAEO SABINIANO PRAEF(ecto) ANNONAE

La colonia de Ostia, a C. Poppaeus Sabinianus, prefecto del annone
A partir el siglo XIX, algunas hipótesis han propuesto que las inscripciones romanas fueron creadas por imprentas de tipos móviles. Una investigación reciente de la compositora tipográfica y lingüista Herbert Brekle, llega a la conclusión de que todos los materiales evidencian puntos sobre el uso común de sellos de texto. Brekle describe el método de fabricación de la siguiente manera:
{{cita|1=Un sello, cuyo texto está grabado en altorrelieve y para su lectura correcta de izquierda a derecha se presiona en la arena ligeramente húmeda o arcilla del molde, lo que produce una imagen invertida del texto (matriz) en bajorrelieve. Después de que el plomo fundido se vierta en el molde, la inscripción aparece en altorrelieve en la superficie de la tubería de plomo. Es considerada la hipótesis más plausible para la creación de tales inscripciones (texto completo en el sello).|2=
Brekle enumera las siguientes razones para el empleo de sellos y en contra del de tipos móviles: para la impresión de láminas de plomo en la forma en la que los romanos las crearon, sería mucho más práctico utilizar bloques de sellos simples que juegos de letras individuales, ya que estos últimos serían inestables y habrían requerido una abrazadera o algún mecanismo similar para mantener la cohesión necesaria. Ninguna impresión de dichas abrazaderas ni de las finas líneas entre las letras individuales típicos en el uso de tipos móviles son discernibles en las inscripciones. Por el contrario, el aro exterior de un bloque de sello examinado dejó un borde rectangular en relieve corriendo alrededor del texto de la inscripción, proporcionando así la evidencia positiva del uso de tal dispositivo de impresión.
Además, la evidencia de la mala posición de los tipos móviles, como las letras individuales inclinadas hacia la derecha o hacia la izquierda o que se desvían de la línea de base - algo que podría haberse esperado que se produzca al menos en unos pocos ejemplares existentes - es la gran ausente. En esas inscripciones donde las letras no están alineadas correctamente, todo el texto es borroso, lo que apunta claramente a la utilización de sellos con el texto completo. Por último, debe tenerse en cuenta que las excavaciones arqueológicas no han desenterrado juegos antiguos de tipos móviles  mientras que sí se han recuperado moldes con los textos estampados con la inscripción invertida.

## Saturnismo
Se atribuye a las tuberías de plomo, platos de vajillas y otros recipientes, el alto índice de personas que sufren envenenamiento por plomo (saturnismo). Podría ser una de las causas de la caída del Imperio romano o por lo menos la decadencia de la aristocracia romana.